# The Way to the Stars
The Way to the Stars è un film del 1945 diretto da Anthony Asquith. La poesia che recita John Mills è intitolata "For Johnny" ed è stata scritta per i piloti della RAF da John Pudney.

## Trama
La vita in una base aerea britannica e nel paese accanto, partendo dal giorno in cui si apre la Battaglia d'Inghilterra nel luglio del 1940 fino al momento in cui i bombardieri americani giungeranno in soccorso contro i tedeschi. Il giovane pilota Peter Penrose arriva alla base fresco di addestramento e presto capirà quanto sia dura la vita militare. Poco dopo si innamora della giovane Iris, ma non vuole sposarla dopo che ha visto il suo comandante cadere lasciando una moglie ed un figlio piccolo. Mentre la guerra prosegue, i compagni continuano a morire, ma lui sopravvive.